# 宗像弁
宗像弁（むなかたべん）は、九州・福岡県の宗像地方で話される日本語の方言。肥筑方言の一つである。宗像弁は昔からある言葉で、博多弁と北九州弁が交じった感じの言葉である。基本的には、博多弁と区別しにくい。また、新しい方言も生まれてきている。ただし、近年他方言に近づいている傾向がある。

## 使用範囲
- 他方言と同様、使用範囲を正確に定義することは出来ないが、暫定的に定義する。北限:沖ノ島、南限:鞍手地域北部、東限:遠賀地域・八幡西区の一部、西限:糟屋地域東部
- 宗像地方は北九州市・直方市・飯塚市・福岡市をつなぐ交通の要所であるため、豊日方言や中国方言の特徴も含まれている。
- 東を接する北九州地域の方言（北九州弁）とは、「～ちゃ」「～ち」など多くの語句が共通する。北九州との境に位置する遠賀地域では、宗像弁を受けた北九州弁や、北九州弁の影響を受けた宗像弁が多く見受けられる。
- 西を接する福岡地域の方言（博多弁）とは、「～ばい」「～ばってん」などかなりの語句が共通する。福岡との境に位置する糟屋地域では、宗像弁の影響を受けた博多弁や博多弁の影響を受けた宗像弁も多く見受けられる。
- 南を接する筑豊地域の方言（筑豊弁）とも「～さい」など共通部分が多く、飯塚・直方との境に位置する鞍手地域では、宗像弁の影響を受けた筑豊弁や筑豊弁の影響を受けた宗像弁も多く見受けられる。
- 全体的に宗像弁は他の九州方言との共通点が非常に多い。
- 宗像弁を話す犬として、宗像市非公認キャラクターマチ犬が存在する。

## アクセント
- 外輪型東京式アクセントである。（金田一春彦らの定義による。）

## 主な言葉

### あ行
- 青じみ　青たん（青あざ）
- あげん・あげな（あーいう風に）
- あたい（私）
- あっこ（あそこ）
- いっちゃん（一番）
- いっちょん（全く）
- いぼる（＜泥、ぬかるみなどに＞はまる）
- いらん（余計な）
- おいちゃん（叔父さん）
- おらぶ（叫ぶ）
- おらん（いない）
- おいしゃん（おじさん）
- おばしゃん（おばさん）
- おおまん (大雑把、おおまか)
- おごる (叱る、怒る)
- おてる (落ちる)
- おる (居る)
- おそえる（教える）
- おおきに（ありがとう）

### か行
- ～か（感情を強調する語尾）
- ～かいな（～かな）
- かたる（参加する）
- かてる（仲間に入れる：受動的）
- かたらせて（仲間に入れて、略語・かてて）
- ～がと（～のぶん）
- かべちょろ（やもり）
- 髪つみ、髪をつむ（髪切り、髪を切る）
- からう（背負う）
- がられる、がらるう（叱られる）
- 川中島（騎馬戦、発音は「かあなかじま」に近い）
- きさん、きしゃん（貴様）
- きちい（きつい）
- きない（黄色い）
- きなみ（黄身）
- きびる（結ぶ）
- ぎょうらしい、ぎょうらしか（大袈裟）
- ぐうたら（怠け者）
- ～くさ（言葉の接続、言葉の語尾の強意）
- ぐぜる（ぐずる、駄々をこねる）
- くらす、くらわす（殴る）
- げな（～らしい、～のようだ、～だそうだ：伝聞の意）
- ～けん（～だから：言葉の語尾）
- こく（言う、ほざく：相手の言動に対する罵倒の意味合いが強い）
- ～こく（～する）
- こげん、こげな（こう、こんな）
- ござあ（されている：丁寧語）
- こちょばい、こしょばい（くすぐったい）
- こと、ごと（接続詞）
- こまい（小さい）
- こまめる（細かくする、小さくする、両替する）
- がい (家、方)
- かくうち、角打ち (立ち飲み酒)
- ぎっこんばったん (シーソー)

### さ行
- ～さい（～の方）
- さっち（大体　毎回）
- さんのーがーはい（いち、に、さん、はい！）
- ～しぃ（～して）
- しかぶる（お漏らしする）
- ～しちゃり（～してあげて、～してくれ）：「～してやり」が訛化
- ～しよう、しとる（～している）
- ～しない、しやい　しんしゃい（～しなさい）
- しまえる（終わる、なくなる、壊れる）
- ～しゃー・しゃる（～しているの敬語・～なさる）
- しゃあしい・せからしい（五月蝿い）
- ～しゃい（下さい）
- しゃばい（弱い）
- しれーっと（こっそり）
- しろしい（＜小雨など＞じめじめして鬱陶しい）
- すい針（木の小片）
- すっと・すると（するの？）
- ずんだれ（だらしない）
- すかぶら（仕事をしないでふらふらする）
- すかたん（不意打ち）

### た行
- ～たい（言葉の語尾の強意）
- ～だい・～ざい＜正式には「だ」と「ざ」の中間＞（念押しの語尾）：老年代のみ使用、死語に近い。
- だいじょばん（大丈夫ではない）
- だいぶん（だいぶ）
- たう（＜高い所に＞届く）
- ちかっぱ（とても）：「ちかっぱ」は2000年頃にマスメディアを介して広まった福岡の新方言。
- ～ちき・～ちゃ・～ち（言葉の語尾の強意）
- ちったぁ（少しは）
- ちょんぎる（切る）
- ちんたら（だらだら）
- ちんちくりん（衣服などがぴちぴちなこと）
- ～つぇー（強調の語尾）
- つぁ～らん（良くない）
- ～っち（～ということ）
- つむる（閉じる）
- つやつける（格好つける）：髪に椿油（昔の整髪料）をつけて艶を出すことから
- でたん（とても）：主に、赤間～八幡・戸畑で使われる。
- てれっと（だらだら）
- ～と・～とね（言葉の語尾の疑問系）
- どげん・どげな（どう）
- どべ・どんけつ・どんべ（最下位）
- ～とね（言葉の語尾）
- ～とよ（～なんだよ）
- だご（ボコボコにする）
- たしまほーじょー（宗像大社秋祭）：田島放生。田島は宗像大社・辺津宮の所在地
- とぜなか（寂しい気持ち）
- どし（同級生）

### な行
- なおす（かたづける）
- なか（無い）
- なごーなる（横になる、寝る）：長くなる
- なんて、なして、なし・なしか（何故・どうして）
- ぬくい（暖かい）
- ～ね（言葉の語尾）
- ねぶる（舐める）
- ねずむ (つねる)
- ねまる (腐る)
- のーなる (なくなる)
- なわかかる、なんかかる (寄りかかる)
- なんかなし (とにかく)
- なんがもんか (そんな事あるか)
- なんがや～ (なんだと)
- なんごと (何事、何用)
- ぬけさく (間抜け)
- ぬすくる (こすり付ける)
- ねぶりかぶる(ぼんやりする)

### は行
- ～ば（～を）
- ～ばい（言葉の語尾）
- パゲる（壊れる）
- バチ（天罰）
- パチ（嘘）
- パチる（盗む）
- ばってん（～だが）
- ばってんくさ（しかし、だけど）
- 腹が太る（おなかいっぱい）
- バリ（とても）：「バリ」は1990年代頃から広まった
- はわく（掃く）
- ひねきる・きにきる（つねる）
- ひんがら目 （寄り目）
- ふく（フグ）
- ふうたんぬるい（好ましくない、波の乗っていない）
- ふてーがって（びっくりした）
- ほうじょうや（放生会）：標準語では「ほうじょうえ」
- ほがす（穴などをあける）
- ほげる（穴などが開く）
- ほとばかす (乾燥したものを水でもどす)

### ま行
- またごす（跨ぐ）：股越す
- まりかぶる（おもらし）
- めっちゃ・めっさ（とても）
- もやい（集う・共有する）

### や行
- やぁー（体育のかけ声）
- やおいかん (簡単にはいかない、大変だ)：やおう（柔らかく＝簡単に）いかん（いかない）の意
- やけん、やき（だから）
- やけんくさ（だからさ：接続詞）
- やる（する、与える）
- やろ (だろう？)
- やわい（柔らかい）
- ～やん（～じゃない？：言葉の語尾、同意を求める意味合いが強い）
- やん（ある特定の人物）
- やり、やんさい（ください）
- よ～い（人を呼ぶ時）

### ら行
- ～りー（語尾）
- リバテープ（ばんそうこう）
- らんちん、だんちん (ビー玉)
- ランキョ (らっきょう)

### わ行
- わからんちん (わからずや)
- 笑わかす (笑わせる)
- わらかす (割ってしまう)
- わやくちゃ(めちゃくちゃ)
- わるそう (ワンパク)
- わるそう (いたずら者)